# Полин звичайний
Поли́н звича́йний (Artemisia vulgaris) — багаторічна трав'яниста рослина родини айстрових. В Україні широко відома для деяких під назвою чорно́биль, яка вказує на темний колір стебла; рідше її називають нехворо́щ або нехворо́ща. Лікарський, медоносний, інсектицидний вид.

## Опис
Гілляста рослина заввишки 0,5–2 м (рідше до 2,5 м), надземна частина висхідна, конусоподібної форми. Кореневище сланке, коротке, у верхній частині потовщене. Стебло улиснене по всій висоті, гранчасте, знизу голе, вгорі короткоповстисте, здебільшого темно-червоне.
Листки двічі- або трійчастоперистороздільні з ланцетними сегментами, зверху голі, зелені, знизу — білоповстисті, сіруваті. Загальна довжина листка 5–20 см, окремі сегменти сягають 2,5–9 мм.

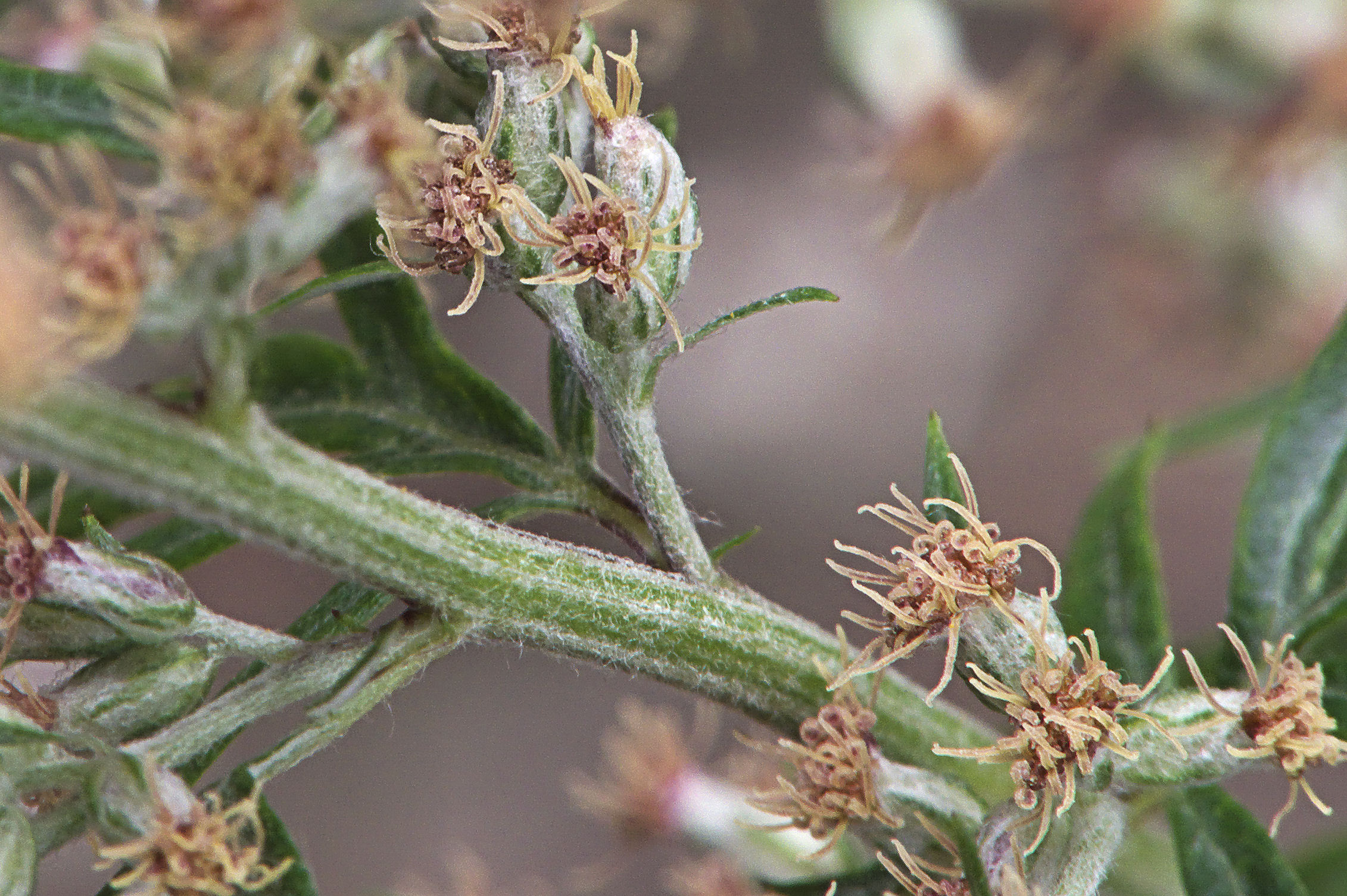
Квітки полину звичайного.

Полин звичайний має пристосування до захисту від надмірного нагрівання і випаровування: опівдні, коли сонце найдужче припікає, його листки повертаються до сонця нижнім, повстистим боком, який добре відбиває надлишок світла.
Квітки трубчасті, зібрані у висхідні кошики, що утворюють довгі волотеподібні суцвіття червонуватого кольору. Квітне у липні-вересні.
Розмножується переважно насінням. Одна рослина може утворити до 150 тис. сім'янок, які добре проростають з поверхні ґрунту або з незначної глибини. Розмножується також частинами кореневища. У посівах стає злісним бур'яном, основним засобом боротьби з яким є додержання правил агротехніки.

## Поширення
Полин звичайний поширений в Європі, Америці, Центральній Азії та на півночі Африки. Росте на луках, біля річок, на засмічених місцях, городах, полях, у садах, пасовищах по всій Україні.

## Застосування
Полин з давніх часів використовувався людьми у їжу. Зокрема, в Біблії (Вих.12:8) описаний традиційний спосіб вживання цієї трави ізраїльтянами — нею посипали тушку смаженого ягняти. У сучасній європейській кухні застосовується як приправа до жирної свинини, сала, качки, гуски. Мисливці користуються полином при приготуванні дичини у польових умовах. Корейці виготовляють з цієї рослини начинку для ттоку. Полин додають до страв у невеликій кількості: завдяки цьому продукт набуває тонкого приємного аромату, але не стає надто гірким. Гіркота, що міститься у листі чорнобилю, підвищує апетит, сприяє виділенню жовчі та перетравленню жиру.

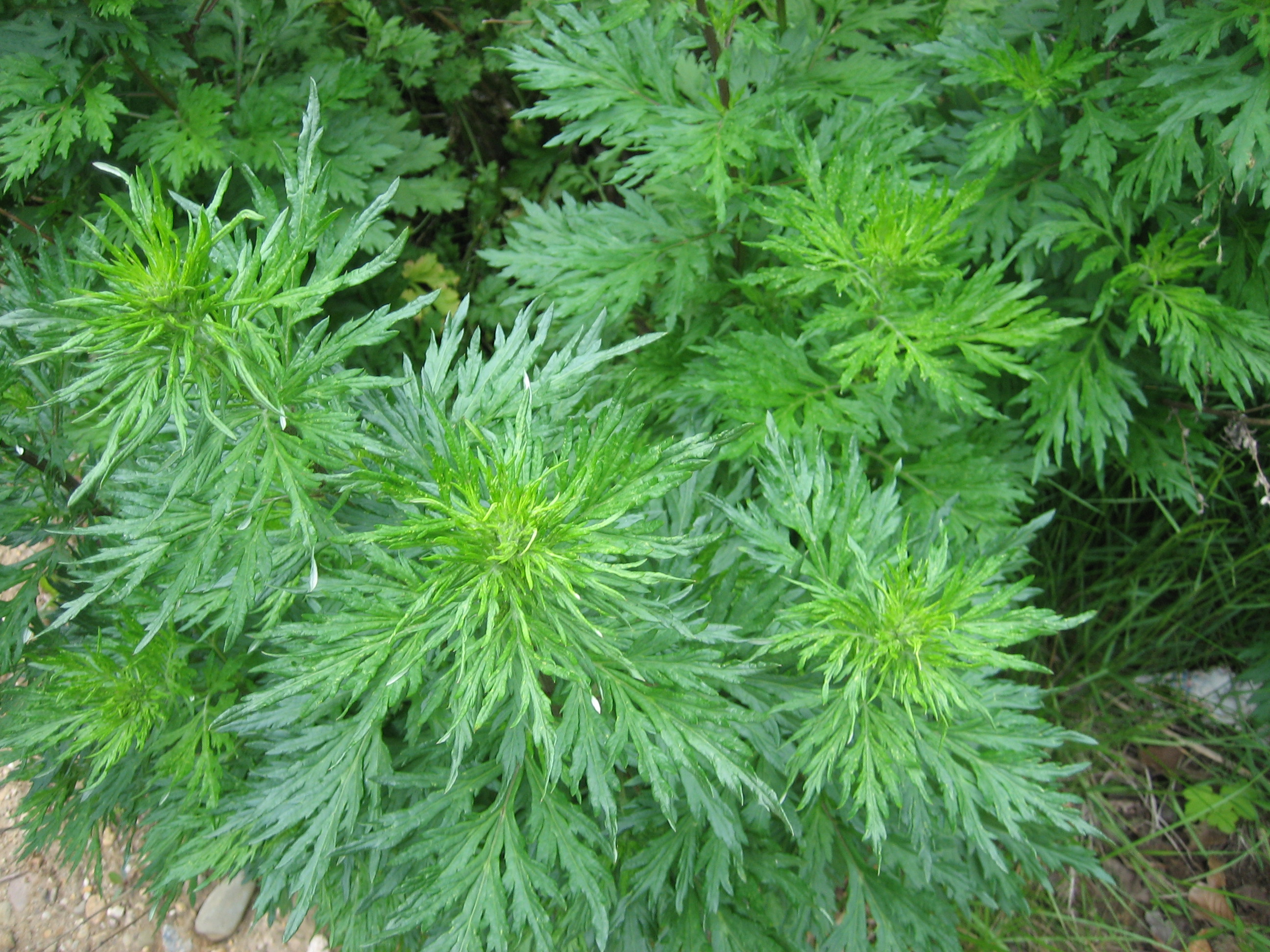
Трава чорнобилю навесні.

Полин звичайний застосовують у офіційній та народній медицині. Сировиною є верхівки стебел з суцвіттями або корені, зібрані восени. Вони містять аскорбінову кислоту, інулін, цукор, слиз, жирну олію, каротин, дубильні речовини, смоли, ефірну олію (0,1–0,2 %), цінеол, туйон, фенхон, p-цимен, камфен, борнеол, пінени. Завдяки цим речовинам полин звичайний має заспокійливу, тонізувальну, кровотворну, протиспазматичну, жовчогінну, глистогінну дію. Його використовують при неврозах, безсонні, істерії, епілепсії, порушеннях менструального циклу, виснаженні, гастриті, метеоризмі, гіпертонічній хворобі, ураженні глистами. Трава полину звичайного входить до збору мікстури Здренко, у суміші з чебрецем її застосовують для лікування алкоголізму.
Окрім трави в Японії, Китаї, Індії, Франції, Німеччині, Марокко, Угорщині використовують ефірну олію, яку добувають методом дистиляції сировини парою. Олія безколірна або блідо-жовтувата, має сильний гірко-солодкий аромат з нотками камфори. Її медичне застосування таке ж саме, як і трави, проте вона менш поширена через токсичність. Ефірною олією полину звичайного ароматизують косметичні засоби, парфуми тощо.
Полин звичайний є кормовою рослиною, яка добре поїдається худобою і придатна для виготовлення силосу. На відміну від полину гіркого цей вид не надає молоку гіркого присмаку. Чорнобиль також є гарним медодаєм.
У народному побуті полин звичайний використовується здавна, але обмежено. Переважно з нього в'яжуть віники для прибирання та миття у лазні. Помічено, що аромат рослини відлякує комарів, бліх, вошей, міль. З листків рослини можна отримати зелений барвник.
В Україні чорнобиль не є сільськогосподарською культурою — зазвичай сировину заготовляють з дикорослих рослин. У західних країнах вирощують обмежено, переважно на присадибних ділянках. Відомо декілька декоративних форм цього виду.

## Синоніми
- Absinthium spicatum (Wulfen ex Jacq.) Baumg.
- Artemisia affinis Hassk.
- Artemisia coarctata Forselles
- Artemisia javanica Pamp.
- Artemisia officinalis Gaterau
- Artemisia opulenta Pamp.
- Artemisia samamisica Bess.
- Artemisia superba Pampan.